# Matteo Tonelli
Matteo Tonelli (Terni, 28 dicembre 2000) è un canottiere italiano.

## Biografia
La sua squadra di club è il CUS Torino.
Ai Giochi mondiali universitari di Chengdu 2023 ha vinto la medaglia d'oro nel 2 di coppia pesi leggeri, con Giovanni Borgonovo, nonché quella d'argento nel 4 di coppia misto, con Sara Borghi, Ilaria Corazza e Giovanni Borgonovo. 
Ai mondiali di Belgrado 2023 si è laureato campione iridato nel quattro di coppia pesi leggeri, assieme a Luca Borgonovo, Pietro Ruta e Nicolò Demiliani.

## Palmarès
- Mondiali

Belgrado 2023: oro nel 4 di coppia pesi leggeri;
- Giochi mondiali universitari

Chengdu 2023: argento nel 4 di coppia misto; oro nel 2 di coppia pesi leggeri;
- Europei U23

2019: argento nel 4 di coppia pesi leggeri;
- Mondiali U23

Varese 2022: oro nel quattro di coppia pesi leggeri;